# 玛加丽塔·富利亚纳
玛加丽塔·富利亚纳（西班牙語：Margarita Fullana，1972年4月9日—），西班牙女子自行车运动员。她曾代表西班牙参加2000年、2004年和2008年夏季奥林匹克运动会自行车比赛，其中2000年奥运会获得一枚铜牌。